# Associazione Calcio Legnano 1993-1994
Questa pagina raccoglie le informazioni riguardanti l'Associazione Calcio Legnano nelle competizioni ufficiali della stagione 1993-1994.

## Stagione
Nella stagione 1993-1994 ricorre l'ottantesimo anniversario di fondazione della società. Obiettivo dichiarato della dirigenza è la promozione in Serie C1. Sulla panchina lilla Luigi Vallongo sostituisce Marco Torresani. Per quanto riguarda il calciomercato, lasciano il Legnano il portiere Alberto Dal Molin, che si ritira dal calcio giocato, e l'attaccante Angelo Seveso, mentre sul fronte acquisti arrivano il portiere Valentino Cuccunato, il difensore Carlo Zoratto e gli attaccanti Daniele Giulietti e Massimiliano Menegatti.
La stagione 1993-1994 del Legnano si conclude, con 59 punti in classifica, al 3º posto. Il torneo viene vinto dal Crevalcore con 65 punti davanti dall'Ospitaletto con 60 punti, entrambe promosse in Serie C1. Per il Legnano, il campionato è caratterizzato da un andamento altalenante: nonostante ciò i Lilla sono in lotta per la promozione fino all'ultima giornata. Nel penultimo turno, un'inaspettata sconfitta del Legnano a Crevalcore per 5 a 1 e la contemporanea vittoria dell'Ospitaletto, fa dire addio ai sogni di promozione dei Lilla. In Coppa Italia Serie C, invece, il Legnano giunge al quarto posto del girone A, risultato che non permette alla squadra di passare il turno.

## Divise e sponsor
| Casa |

## Organigramma societario
Area direttiva
- Presidente: comm. Ferdinando Villa
- Direttore generale: Mauro Bicicli

Area tecnica
- Allenatore: Luigi Vallongo

## Rosa
| N. |                   | Ruolo | Calciatore              |
| -- | ----------------- | ----- | ----------------------- |
|    | Italia (bandiera) | D     | Gianluca Bestetti       |
|    | Italia (bandiera) | D     | Renzo Birarda           |
|    | Italia (bandiera) | P     | Davide Cecotti          |
|    | Italia (bandiera) | D     | Alessio Cicchetti       |
|    | Italia (bandiera) | D     | Simone Cominetti        |
|    | Italia (bandiera) | A     | Alessandro Cozzi        |
|    | Italia (bandiera) | P     | Valentino Cuccunato     |
|    | Italia (bandiera) | C     | Massimiliano De Ambrogi |
|    | Italia (bandiera) | D     | Matteo Fattori          |
|    | Italia (bandiera) | C     | Bartolomeo Foglio       |
|    | Italia (bandiera) | C     | Daniele Gardini         |

| N. |                   | Ruolo | Calciatore               |
| -- | ----------------- | ----- | ------------------------ |
|    | Italia (bandiera) | A     | Daniele Giulietti        |
|    | Italia (bandiera) | A     | Alessandro Iacono        |
|    | Italia (bandiera) | C     | Fabio Manganiello        |
|    | Italia (bandiera) | A     | Massimiliano Menegatti   |
|    | Italia (bandiera) | D     | Enrico Giuseppe Pedretti |
|    | Italia (bandiera) | A     | Giuseppe Pingitore       |
|    | Italia (bandiera) | C     | Ulisse Raza              |
|    | Italia (bandiera) | C     | Mauro Salvigni           |
|    | Italia (bandiera) | D     | Mario Tacca              |
|    | Italia (bandiera) | D     | Carlo Zoratto            |

## Risultati

### Campionato

#### Girone di andata
| Arbitro: | Innocente (Udine) |

|                        |           |           |
| Raza 54’ Menegatti 66’ | Marcatori | 28’ Greco |

| Arbitro: | Urbano (Carbonia) |

|                                 |           |                      |
| Buizza 10’ (rig.) Sala 33’, 90’ | Marcatori | 25’ (rig.) Menegatti |

| Arbitro: | Pin (Conegliano) |

|                                  |           |               |
| Gardini 28’ Menegatti 68’, 90+1’ | Marcatori | 70’ Chiappara |

| Arbitro: | Anselmo (Asti) |

|                  |           |  |
| Guidoni 47’, 68’ | Marcatori |  |

| Arbitro: | Ingenito (Nocera Inferiore) |

|               |           |              |
| Menegatti 59’ | Marcatori | 71’ Olmesini |

| Arbitro: | Coero Borga (Pinerolo) |

|              |           |                       |
| Lunardon 87’ | Marcatori | 12’ Gardini 40’ Cozzi |

| Legnano 24 ottobre 1993 7ª giornata | Legnano          | 0 – 0 | Aosta | Stadio Giovanni Mari\| Arbitro: \| Fonisto (Napoli) \| |
| Arbitro:                            | Fonisto (Napoli) |       |       |                                                        |

| Arbitro: | Strazzera (Trapani) |

|           |           |  |
| Rossi 64’ | Marcatori |  |

| Arbitro: | Strocchia (Nola) |

|           |           |  |
| Cozzi 20’ | Marcatori |  |

| Arbitro: | Mulonia (Reggio Calabria) |

|             |           |               |
| Lazzarin 3’ | Marcatori | 52’ Cominetti |

| Arbitro: | Tullio (Avezzano) |

|             |           |  |
| Fattori 84’ | Marcatori |  |

| Olbia 5 dicembre 1993 12ª giornata | Olbia              | 0 – 0 | Legnano | Stadio Bruno Nespoli\| Arbitro: \| Carraro (Conselve) \| |
| Arbitro:                           | Carraro (Conselve) |       |         |                                                          |

| Arbitro: | Sciamanna (Ascoli Piceno) |

|                                           |           |                                     |
| Pingitore 46’ Cicchetti 55’ Menegatti 82’ | Marcatori | 59’ (rig.) Ennas 90+2’ Collevecchio |

| Legnano 19 dicembre 1993 14ª giornata | Legnano                     | 0 – 0 | Vogherese | Stadio Giovanni Mari\| Arbitro: \| Cicogna (San Donà di Piave) \| |
| Arbitro:                              | Cicogna (San Donà di Piave) |       |           |                                                                   |

| Arbitro: | Cardella (Torre del Greco) |

|               |           |  |
| Armanetti 34’ | Marcatori |  |

| Arbitro: | Vendramin (Castelfranco Veneto) |

|                             |           |                        |
| Pingitore 59’ Menegatti 90’ | Marcatori | 90+3’ (rig.) Pederzoli |

| Arbitro: | Pellegatta (Collegno) |

|                       |           |  |
| Covelli 15’ Patta 39’ | Marcatori |  |

#### Girone di ritorno
| Arbitro: | Guiducci (Arezzo) |

|  |           |             |
|  | Marcatori | 57’ Gardini |

| Legnano 13 febbraio 1994 19ª giornata | Legnano          | 0 – 0 | Pergocrema | Stadio Giovanni Mari\| Arbitro: \| Amorico (Foggia) \| |
| Arbitro:                              | Amorico (Foggia) |       |            |                                                        |

| Arbitro: | Pirrone (Messina) |

|  |           |              |
|  | Marcatori | 82’ Salvigni |

| Arbitro: | Gambino (Barletta) |

|  |           |                          |
|  | Marcatori | 47’ Calamita 86’ Rossini |

| Arbitro: | Strocchia (Nola) |

|  |           |             |
|  | Marcatori | 63’ Fattori |

| Arbitro: | Pisacreta (Salerno) |

|                       |           |               |
| Raza 2’ Menegatti 56’ | Marcatori | 35’ Di Maggio |

| Aosta 27 marzo 1994 24ª giornata | Aosta         | 0 – 0 | Legnano | Stadio Mario Puchoz\| Arbitro: \| Lion (Padova) \| |
| Arbitro:                         | Lion (Padova) |       |         |                                                    |

| Arbitro: | Pizzini (Verona) |

|                      |           |  |
| Menegatti 10’ (rig.) | Marcatori |  |

| Arbitro: | Calabrese (Avezzano) |

|  |           |               |
|  | Marcatori | 29’ Pingitore |

| Arbitro: | D'Errico (Frattamaggiore) |

|  |           |           |
|  | Marcatori | 54’ Abeni |

| Arbitro: | Rizzo (Catania) |

|  |           |               |
|  | Marcatori | 53’ Pingitore |

| Arbitro: | Sirotti (Forlì) |

|                      |           |  |
| Menegatti 50’ (rig.) | Marcatori |  |

| Arbitro: | Dagnello (Trieste) |

|            |           |  |
| Regina 47’ | Marcatori |  |

| Arbitro: | Gregoroni (Napoli) |

|  |           |           |
|  | Marcatori | 82’ Cozzi |

| Arbitro: | Malatesta (Terni) |

|                    |           |             |
| Gardini 89’ (rig.) | Marcatori | 32’ Galelli |

| Arbitro: | Misticoni (Ascoli Piceno) |

|                                                                    |           |             |
| Cuccunato 15’ (aut.) Pittaluga 27’ Foschi 57’ Bozzia 73’ Gespi 87’ | Marcatori | 20’ Gardini |

| Arbitro: | Pellegatta (Collegno) |

|                                        |           |              |
| Menegatti 30’ Pedretti 70’ Gardini 88’ | Marcatori | 42’ Bellotto |

### Coppa Italia Serie C

#### Girone A
| Aosta 21 agosto 1993 1ª giornata | Aosta | 0 – 0 | Legnano | Stadio Mario Puchoz |

| Alessandria 25 agosto 1993 2ª giornata | Alessandria     | 0 – 0 | Legnano | Stadio Giuseppe Moccagatta\| Arbitro: \| Pola (Rovereto) \| |
| Arbitro:                               | Pola (Rovereto) |       |         |                                                             |

| Legnano 29 agosto 1993 3ª giornata  | Legnano   | 0 – 2 | Novara | Stadio Giovanni Mari |
| \| \| \| \| \| \| Marcatori \| . \| |           |       |        |                      |
|                                     |           |       |        |                      |
|                                     | Marcatori | .     |        |                      |

| 1º settembre 1993 4ª giornata |  | - – - |  |  |

| Legnano 5 settembre 1993 5ª giornata | Legnano | 0 – 0 | Solbiatese | Stadio Giovanni Mari |

## Statistiche

### Statistiche di squadra
| Competizione         | Punti | Totale | Totale | Totale | Totale | Totale | Totale | DR |
| Competizione         | Punti | G      | V      | N      | P      | Gf     | Gs     | DR |
| -------------------- | ----- | ------ | ------ | ------ | ------ | ------ | ------ | -- |
| Serie C2             | 59    | 34     | 17     | 8      | 9      | 32     | 29     | +3 |
| Coppa Italia Serie C | 3     | 4      | 0      | 3      | 2      | 0      | 2      | -2 |

### Statistiche dei giocatori
| Giocatore      | Serie C2 | Serie C2 |
| Giocatore      | Presenze | Reti     |
| -------------- | -------- | -------- |
| G. Bestetti    | 1        | 0        |
| R. Birarda     | 28       | 0        |
| D. Cecotti     | 2        | 0        |
| A. Cicchetti   | 21       | 1        |
| S. Cominetti   | 28       | 1        |
| A. Cozzi       | 22       | 3        |
| V. Cuccunato   | 32       | 0        |
| M. De Ambrogi  | 8        | 0        |
| M. Fattori     | 28       | 2        |
| B. Foglio      | 1        | 0        |
| D. Gardini     | 29       | 6        |
| D. Giulietti   | 14       | 0        |
| A. Iacono      | 20       | 0        |
| F. Manganiello | 20       | 0        |
| M. Menegatti   | 32       | 11       |
| E. Pedretti    | 17       | 1        |
| G. Pingitore   | 29       | 4        |
| U. Raza        | 23       | 2        |
| M. Salvigni    | 33       | 1        |
| M. Tacca       | 20       | 0        |
| C. Zoratto     | 31       | 0        |